# Tranches peintes

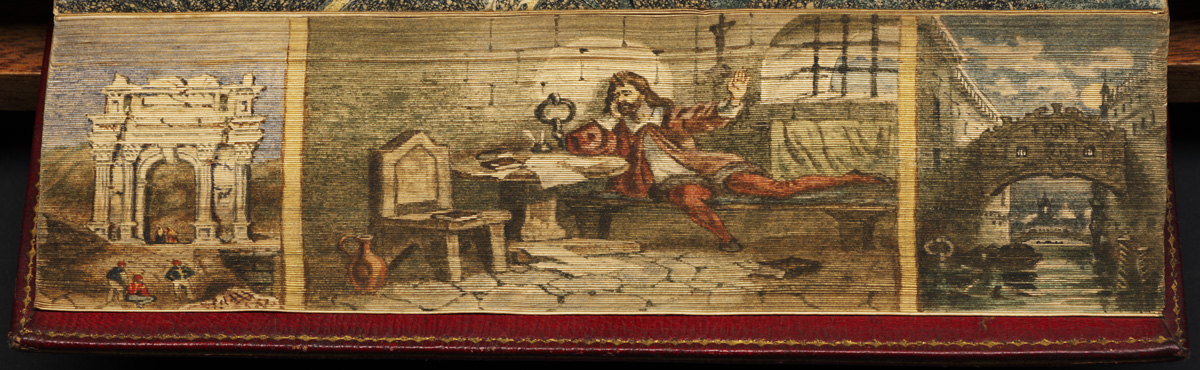
La Jérusalem délivrée, poème héroïque de Torquato Tasso, traduit par John Hoole, Londres (1797) ; avec la tranche peinte de lArc de Trajan à Ancône, Tasso en prison et le Pont des Soupirs.

Une tranche peinte ou tranche à peinture cachée (fore-edge painting, en anglais) est une scène peinte sur la gouttière d'un livre relié, c'est-à-dire sa tranche opposée au dos.
Il en existe deux sortes. La première est peinte directement sur le livre fermé, de sorte qu'elle est visible directement sur la gouttière. La seconde est réalisée lorsque le livre est ouvert, la peinture étant appliquée sur l'extrême bord de la surface des pages. L’œuvre n'est alors visible que si l'on décale les pages de sorte que la gouttière ne soit plus verticale mais oblique. Ces peintures-là sont invisibles quand le livre est fermé.

## Variations
Une simple tranche peinte comporte un unique dessin visible sur un côté des bords de pages. Généralement, le livre est doré ou marbré par le relieur pour que le motif soit invisible une fois la peinture séchée.
Une double tranche peinte comporte deux peintures différentes, réalisées chacune sur un côté des pages. L'un des motifs est visible quand on tord les pages dans un sens, et l'autre dans l'autre sens.
Une triple tranche peinte comporte, en plus des deux peintures sur le bord des pages, une troisième peinture directement sur la gouttière du livre (remplaçant la dorure ou le papier marbré). On peut ainsi réaliser des tranches peintes « panoramiques », dont le motif est continu sur les trois angles de visualisation,.

## Histoire
Cet usage semble remonter dès le XIIe siècle avec  l'apparition des  premières armoiries qui sont peintes sur la tranche de gouttière désignant ainsi le possesseur du livre. Il en existe de nombreux exemples dans les collections royales françaises. Il se développe en France (livre de prières ramenés par  Charles Ier d'Orléans de sa captivité à Londres), en Angleterre (livre réalisé par Thomas Berthelet pour Henri VIII), en Belgique et Italie entre le XIIIe et le XVe siècle. 
À l'époque les livres sont posés à plat. Lorsque, par la suite,  le livre est  rangé debout cette mode se perd les marques étant posées sur le dos et les plats. Vers 1540 apparait à Fontainebleau la mode des tranches dites antiquées elles sont ciselées et peintes. 
En Italie, au XVIe siècle il existe des reliures aux armoiries peintes sur tranche comme celle  offerte en 1581 à Bianca Cappello de Médicis. Les livres debout présentent alors leurs tranches de gouttière, et non leurs dos au lecteur faisant face à la bibliothèque raison pour laquelle  Odorico Pillone à Venise confie à Cesare Vecellio la décoration des tranches des livres de sa bibliothèque.
Durant le XVIIe siècle en Angleterre  les relieurs  Samuel Mearne et  Stephen et Thomas Lewis sont réputés.
À la fin du XVIIIe siècle le relieur anglais  William Edwards(1725-1808) de Halifax relance la mode avec des paysages peints sur la tranche. 
On connait en France peu d'ouvrages. Ce qui fait la rareté d'une tranche peinte c'est sa relation directe avec le texte de l'ouvrage relié.  

## Collections
Une des plus célèbres collections fut celle de la famille Pillone à Venise qui fit décorer les tranches par Cesare Vecellio qui fut achetée en 1957 par Pierre Berès puis dispersée lors des ventes de 2007-2008.
La bibliothèque publique de Boston possède l'une des plus grandes collections de tranches peintes aux États-Unis, et de nombreux exemplaires sont visibles en ligne.